# Österreichische Badmintonmeisterschaft 1958
Die Österreichische Badmintonmeisterschaft 1958 fand vom 28. bis zum 30. März 1958 im Kurhaus in Baden statt. Es war die erste Auflage der Badmintonmeisterschaften in Österreich.

## Titelträger
| Disziplin    | Sieger                         |
| ------------ | ------------------------------ |
| Herreneinzel | Helmut Kraule                  |
| Dameneinzel  | Lotte Heri                     |
| Herrendoppel | Valentin Taupe August Woschitz |
| Damendoppel  | Hilde Taupe Anni Taupe         |
| Mixed        | Bernd Frohnwieser Hilde Themel |